# Emin Duraku
Emin Duraku, albanski komunist, prvoborec in narodni heroj, * 1918, Đakovica, † 1942.
Bil je eden prvih albanskih članov KPJ. Leta 1939 se je vrnil na Kosovo in postal član pokrajinskega komiteja. Leta 1942 je bil ubit in postal simbol mučeništva za komunistične borce na Kosovu. Po njem so janurja 1943 poimenovali tudi partizansko enoto...